# Szaftorka
Szaftorka (ros. Шафторка) – wieś w Rosji, w obwodzie riazańskim, w rejonie sasowskim. W 2010 roku liczyła 12 mieszkańców.

## Geografia
Szaftorka jest położona we wschodniej części obwodu riazańskiego, w rejonie sasowskim. Wieś leży przy drodze magistralnej M5 «Ural».

## Urodzeni w Szaftorce
- Aleksandr Pietrowicz Awierkin − radziecki kompozytor i harmonista[3].